# Билаш, Серикжан
Серикжа́н Била́ш (по паспорту Бияш) (каз. Серікжан Біләшұлы; род. в 1975 году Синьцзян-Уйгурский автономный район, КНР) — казахстанский общественный, политический и правозащитный деятель, бывший предприниматель, руководитель правозащитной организации Atajurt Kazakh Human Rights, видеоблогер. Один из первых, кто встал на защиту прав казахов в Китае и один из первых кто поднял тему лагерей в Синьцзяне. На данный момент проживает в городе Вашингтон, США.

## Биография
Происходит из подрода Болатшы рода Каракерей племени Найман Среднего жуза.
Родился в 1975 году в Синьцзянско-Уйгурском автономном районе, КНР. Этнический казах. Детство прошло довольно спокойно и типично для окраин Китая того времени. Вырос в довольно состоятельной семье. В подростковом возрасте, отец научил не верить китайской пропаганде, которое вещало по радио.
После либерально-экономических реформ Дэн Сяопина в конце 90-х, стал предпринимателем и начал заниматься бизнесом, позже переехал в более открытый Гонконг где продолжил свой бизнес. В начале двухтысячных начал путешествовать по странам Европы и Америки. В 2008 году занялся правозащитной деятельностью.

## Начало правозащитной деятельности
В 2008 году Работники консульства в Урумчи отказывали выдавать визу Казахстанцам до следующего года, хотя без проблемы выдавали визы Китайцам и Уйгурам. Из-за коллапса очередь достигла до 10 тысячи человек. Увидев несправедливость Серикжан Билаш и его команда начали принимать жалобы в письменном виде от людей в своем офисе в городе Урумчи и позже передали жалобы в Радио «Азаттык». После этого секретарь Министерства иностранных дел Казахстана выступил с заявлением, назвав Серикжана Билаша провокатором и призвало казахов, которые находились в Урумчи, написать заявление на него. По словам свидетелей, людей заставляли писать заявления на Серикжана взамен на одобрение визы. На следующий день Серикжана Билаш пришел со своей видеокамерой, так как люди которые писали письменное заявление после давления со стороны консульства, отказывали признавать свое причастность к команде Серикжана Билаша или даже давали показании уже против самого правозащитника взамен на одобрение визы. Люди которые жаловались на камеру, в будущем не могли отказаться от своих слов из-за возможного давления со стороны консульства, так как все это было добровольно записано на видео. С того момента организация принимает жалобы и заявления только в видеоформате.

## Atajurt Kazakh Human Rights
В 2019 году организация имела свои штаб в городе Алматы на улице Жибек Жолы, 50 и занималась исключительно правозащитной деятельностью к отношению казахам в Китае. Но в апреле этого же года, во время начала пандемии коронавируса, власти Казахстана объявили организацию незаконной и организовали рейд на штаб. А самого лидера Серикжана Билаша арестовали и обвинили в разжигании межнациональной розни и порчи отношений между Китаем и Казахстаном. Летом этого года его попытались судить В декабре 2020 года он с семьей уехали из Казахстана в Стамбул Позже был вынужден уехать в Соединённые Штаты Америки.
В феврале 2022 года организация снова открыла свой штаб в Алматы, но некоторые члены и сам лидер Серикжан Билаш находятся всё ещё за границей из-за опасности преследования внутри страны. На данный момент организация принимает видеообращения от людей, которые пострадали от властей Казахстана после январских событий и передаёт западным правозащитникам и политикам.